# Winfried Florian

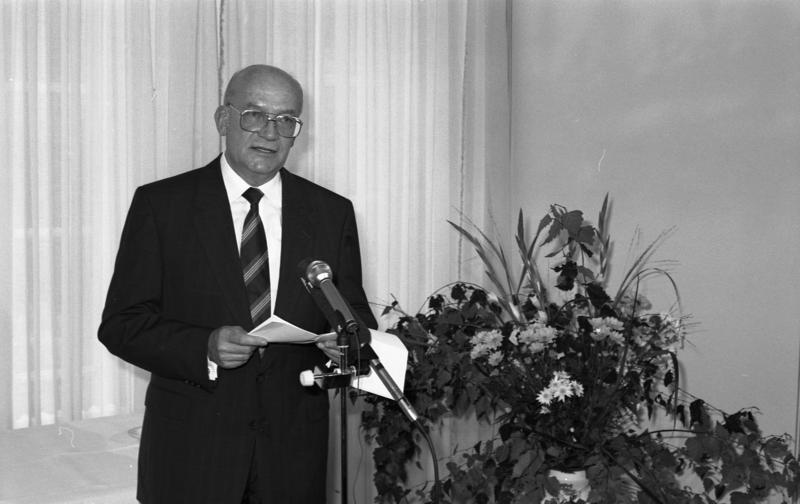
Winfried Florian (1987)

Winfried Florian (* 27. September 1926 in Tzschernitz, Kreis Sorau; † 12. März 2012 in Münster) war ein deutscher Verwaltungsjurist und von 1983 bis 1990 beamteter Staatssekretär im Bundespostministerium in Bonn.

## Leben
Nach dem Abitur wurde Florian 1944 Soldat und geriet in Kriegsgefangenschaft, aus der er 1947 entlassen wurde. Er studierte von 1947 bis 1950 Rechtswissenschaften an der Universität Marburg. 1947 wurde er Mitglied der VKDSt Rhenania Marburg. Er leistete anschließend den juristischen Vorbereitungsdienst als Referendar im Landgerichtsbezirk Marburg und machte Ende 1954 sein Assessorexamen. Florian wurde 1952 zum Dr. jur. promoviert mit einer Arbeit über Die Independent Regulatory Commissions im amerikanischen Administrative Process.
Von 1955 bis 1958 arbeitete er bei der Oberpostdirektion Frankfurt am Main, bevor er 1958 ins Bundespostministerium wechselte. Hier war er von 1958 bis 1961 Hilfsreferent im Referat I A (Brief- und Paketdienst, Postgebühren, Interzonenverkehr, ab 1960: Postordnung, Postgebühren). Von 1961 bis 1965 war er Persönlicher Referent des Staatssekretärs für die Post- und Fernmeldeverwaltung Hans Steinmetz. Von 1965 bis 1966 und von 1966 bis 1969 wurde er Leiter des Referats I A (Postordnung; Postgebühren). Im Jahre 1966 wurde er zur Bahnpostoberbetriebsleitung West in Köln abgeordnet. In den Jahren 1969 bis 1983 war er Präsident der Oberpostdirektion Münster und kraft Amtes Vorsitzender des Vorstandes des Post-Spar- und Darlehnsvereins Münster. Von 1983 bis 1990 war er schließlich beamteter Staatssekretär im Bundesministerium für Post und Telekommunikation.

## Ehrenamtliches und politisches Engagement
Florian stand als Präsident von 1971 bis 1998 dem Generalvorstand des Bonifatiuswerkes der deutschen Katholiken in Paderborn vor. Während seiner Amtszeit wurden 1974 die Länder Nordeuropas und 1995 die baltischen Länder Estland und Lettland in den Hilfskatalog des Bonifatiuswerkes aufgenommen. Nach seiner Amtszeit wurde er zum Ehrenpräsidenten ernannt.
Winfried Florian war seit 1966 Mitglied der CDU Münster und von 1975 bis 1979 Ratsherr der Stadt Münster. Hier war er Vorsitzender des Planungsausschusses.

## Ehrungen
- 1982: Verdienstkreuz 1. Klasse der Bundesrepublik Deutschland
- 1986: Großes Verdienstkreuz der Bundesrepublik Deutschland
- Komturkreuz des päpstlichen Gregoriusordens[7]